# 券门水库
券门水库是中国河南省郑州市登封市境内的一座水库，位于白坪河上，建于1972年。水库正常库容为708万立方米，集雨面积为45平方千米，海拔为348.75米。